# Выборы главы Республики Хакасия (2018)
Выборы главы Республики Хакасия — председателя Правительства Республики Хакасия, в соответствии с решением Верховного Совета Республики Хакасия, были назначены на единый день голосования 9 сентября 2018 года. Глава региона, в соответствии с Конституцией Республики Хакасия, избирается сроком на пять лет гражданами Российской Федерации, проживающими на территории Республики Хакасия и обладающими активным избирательным правом, на основе всеобщего равного и прямого избирательного права при тайном голосовании.
До участия в выборах избирательной комиссией Республики Хакасия было допущено четыре кандидата: Виктор Зимин (выдвинут «Единой Россией»); Валентин Коновалов (выдвинут КПРФ); Александр Мяхар (выдвинут «Партией Роста»); Андрей Филягин (выдвинут «Справедливой Россией»).
Согласно официальным данным Избирательной комиссии Республики Хакасия, ни один из кандидатов не смог получить более 50 % голосов избирателей на выборах в единый день голосования, из-за чего был назначен второй тур (повторное голосование) на 23 сентября 2018 года. В него вышли депутат Совета депутатов города Абакана (на момент регистрации в первом туре) Валентин Коновалов (получивший 44,81 % голосов избирателей от принявших участие в голосовании) и действующий глава Республики Хакасия Виктор Зимин (получивший 32,42 % голосов избирателей от принявших участие в голосовании).
21 сентября Зимин снял свою кандидатуру. Согласно п. 3 ст. 65 Закона «О выборах главы Республики Хакасия — председателя правительства Республики Хакасия» в случае если один из кандатов снимает свою кандидатуру, то его место занимает следующий по числу полученных голосов зарегистрированному кандидату после кандидатур, по которым Избирательная комиссия Республики Хакасия первоначально назначила повторное голосование, а само повторное голосование проводится в первое воскресенье по истечении 14 дней со дня подачи заявления либо со дня выбытия по иным обстоятельствам. Таковым кандидатом оказался индивидуальный предприниматель Андрей Филягин (получивший 11,23 % голосов избирателей от принявших участие в голосовании 9 сентября), который изначально дал согласие на участие, однако 2 октября также отказался от участия (выборы были назначены на 7 октября). То же самое впоследствии произошло и с директором ООО «Современные технологии» Александром Мяхаром (получившим 6,61 % голосов избирателей от принявших участие в голосовании 9 сентября), который снялся 15 октября (выборы были назначены на 23 октября).
В результате всех этих событий Валентин Коновалов оказался единственным кандидатом, а выборы по его кандидатуре были назначены на 11 ноября 2018 года, предлагалось проголосовать «за» или «против» права предоставления ему поста главы Хакасии. Согласно п.5 ст. 65  Закона «О выборах главы Республики Хакасия — председателя правительства Республики Хакасия» «за» Коновалова должны были проголосовать не менее 50 % голосов избирателей, принявших участие в голосовании.
Согласно официальным данным Избирательной комиссии Республики Хакасия, «за» кандидатуру депутата Верховного совета Республики Хакасия Валентина Коновалова проголосовало 57,57 % от принявших участие в голосовании, в результате чего он был избран главой Республики Хакасия — председателем правительства Республики Хакасия. Сенатором от исполнительной власти региона был назначен Валерий Усатюк.
Второй тур стал первым безальтернативным голосованием на пост главы субъекта России с 8 декабря 1996 года (когда было проведено повторное голосование по одному кандидату в рамках выборов главы администрации Курганской области 1996 года).

## Предшествующие события
На состоявшихся 8 сентября 2013 года выборах Зимин набрал 63,41 % в первом туре и был избран главой Хакасии. Его срок заканчивался в сентябре 2018 года.

## Выдвижение и регистрации кандидатов
В Хакасии кандидаты выдвигаются только политическими партиями, имеющими право участвовать в выборах, или их региональными отделениями.
Каждый кандидат при регистрации должен представить список из трёх человек, один из которых, в случае избрания кандидата, станет представителем правительства региона в Совете Федерации.

### Муниципальный фильтр
В Хакасии кандидаты должны собрать подписи 10 % муниципальных депутатов и глав муниципальных образований. Среди них должны быть подписи депутатов представительных органов районов и городских округов и (или) глав районов и городских округов в количестве 10 % от их общего числа. При этом подписи нужно получить не менее чем в трёх четвертях районов и городских округов. По расчёту избиркома, каждый кандидат должен собрать от 126 до 132 подписей депутатов всех уровней и глав муниципальных образований, из которых от 28 до 30 — депутатов представительных органов районов и городских округов, глав районов и городских округов не менее чем 10 районов и городских округов области.

## Кандидаты
| Кандидат           | Должность/должность (на момент выдвижения) | Субъект выдвижения           | Статус                                               | Дата регистрации | Кандидаты в Совет Федерации |
| ------------------ | --- | ---------------------------- | ---------------------------------------------------- | ---------------- | --- |
| Ирина Бутанаева    | пенсионер | Партия Малого Бизнеса России | Отказ в регистрации                                  | —                | |
| Михаил Валов       | продюсер редакции информации службы собственных программ ООО «Рекламное агентство „Медведь“», депутат Совета депутатов муниципального образования город Саяногорск | ЛДПР                         | Отказ в регистрации                                  | —                | |
| Сергей Ербягин     | председатель правления Национальной ассоциации «Союз Жилищных накопительных кооперативов»                                                                          | Зелёные                      | Отказ в регистрации                                  | —                | |
| Виктор Зимин       | глава Республики Хакасия — председатель правительства Республики Хакасия                                                                                           | Единая Россия                | Зарегистрирован Снял свою кандидатуру во втором туре | 30 июля 2018     | |
| Олег Иванов        | индивидуальный предприниматель, депутат Верховного Совета Республики Хакасия                                                                                       | Партия пенсионеров           | Отказ в регистрации                                  | —                | |
| Валентин Коновалов | первый секретарь Комитета Хакасского регионального отделения партии, депутат Совета депутатов города Абакана                                                       | КПРФ                         | Зарегистрирован                                      | 30 июля 2018     | В. К. Шубаев, пенсионер, кандидат экономических наук В. И. Лушников, пенсионер В. П. Усатюк, пенсионер, секретарь по агитации и пропаганде хакасского отделения КПРФ, депутат абаканского горсовета |
| Иван Миронов       | адвокат Московской коллегии адвокатов «Миронов, Кудрявцев и партнёры»                                                                                              | Российский общенародный союз | Отказ в регистрации                                  | —                | |
| Александр Мяхар    | директор ООО «Современные технологии» | Партия Роста                 | Зарегистрирован Снял свою кандидатуру во втором туре | 30 июля 2018     | Владислав Нечкин, генеральный директор ООО «Финансовая компания „Развитие“» Алексей Шимченко, заведующий врач судебно-медицинский эксперт медико-криминалистического отделения ГКУЗ РХ «Республиканское клиническое бюро судебно-медицинской экспертизы» Иван Доможаков, начальник отдела информационных технологий ГУП РХ «Хакресводоканал» |
| Андрей Филягин     | индивидуальный предприниматель | Справедливая Россия          | Зарегистрирован Снял свою кандидатуру во втором туре | 30 июля 2018     | |

## Ход событий
До участия в выборах Избирательной комиссией Республики Хакасия было допущено четыре кандидата: Виктор Зимин (выдвинут «Единой России»), Валентин Коновалов (выдвинут КПРФ), Александр Мяхар (выдвинут «Партией Роста»), Андрей Филягин (выдвинут «Справедливой Россией»).
Первый тур выборов состоялся в единый день голосования 9 сентября. Так как никто из кандидатов не смог набрать абсолютного большинства голосов, на 23 сентября был назначен второй тур, в который вышли Валентин Коновалов (КПРФ) и действующий глава республики Виктор Зимин («Единая Россия»). 21 сентября Зимин снял свою кандидатуру.
Во втором туре, который был назначен на 7 октября, вместе с Коноваловым должен был принять участие Андрей Филягин («Справедливая Россия»), но 2 октября он снял свою кандидатуру.
3 октября после отставки Виктора Зимина Президент России Владимир Путин назначил временно исполняющим обязанности главы Республики Хакасия Михаила Развожаева.
4 октября второй тур был назначен на 21 октября. В нём вторым кандидатом должен был быть кандидат от «Партии Роста» Александр Мяхар, но 15 октября он снял свою кандидатуру. Второй тур, в котором должен пройти на безальтернативной основе с участием единственном кандидата — Валентин Коновалов от КПРФ — был перенесён на 11 ноября. В бюллетени было две графы: «за» и «против». Для победы Коновалову нужно было набрать более 50 % голосов «за».
27 октября 2018 года Развожаев заявил, что будет готов пойти на новые выборы, если намеченный на 11 ноября тур будет признан несостоявшимся.
11 ноября прошёл безальтернативный второй тур, на котором Валентин Коновалов набрал более 57 % голосов избирателей, принявших участие в голосовании.

## Проект «Народный глава Хакасии»
23 октября проигравший выборы в Верховный Совет Республики Хакасия экс-депутат от «Единой России» Виктор Лебедев организовал проект «Народный глава Хакасии». Основной лозунг — «Против безальтернативных выборов». В штаб проекта вошли представители ряда общественных организаций республики, которые публично заявили, что их безальтернативные выборы и кандидат не устраивают: это представители национальных диаспор, союза «Волонтёры Победы», спортивных организаций, «Союза хакасских женщин», «Союза предпринимателей» и других. Штаб агитировал против Коновалова, предлагая жителям Хакасии прийти на избирательные участки, проголосовать против единственного кандидата и тем самым сорвать выборы, добившись проведения новых. Также, избирателям предлагалось принять в рейтинговом голосовании, отдав голоса за список из 30 кандидатов.
В список были включены известные в Хакасии лица, среди них главы муниципалитетов, действующие депутаты, экс-чиновники, в том числе, врио главы Хакасии Михаил Развожаев, мэр Абакана Николай Булакин, председатель республиканского правительства Владимир Крафт, депутат Госдумы от Хакасии Надежда Максимова, председатель комитета республиканского парламента по бюджету и налоговой политике Олег Иванов, зампред Верховного Совета Светлана Могилина, глава республиканского отделения «Справедливой России» Андрей Филягин, лидер Партии Роста в Хакасии Александр Мяхар и другие.
В итоге в проекте «Народный глава» приняли участие 54603 человека. ТОП—5 «народных избранников» выглядит следующим образом:
- Михаил Развожаев — 18 139 голосов;
- Николай Булакин — 9 882;
- Владимир Крафт — 6 603;
- Валентин Коновалов — 6 364;
- Сергей Комаров — 3 975.

## Социология

### Первый тур
| Дата               | Источник | Зимин | Коновалов | Филягин | Мяхар | Испорчу бюллетень | Не пойду на выборы | Затрудняюсь ответить/Иное |
| ------------------ | -------- | ----- | --------- | ------- | ----- | ----------------- | ------------------ | ------------------------- |
|                    |          |       |           |         |       |                   |                    |                           |
| 25-27 августа 2018 | ЦИПКР    | 28 %  | 17 %      | 13 %    | 5 %   | 5 %               | 7 %                | 25 %                      |

### Второй тур
| Дата                | Источник        | Коновалов · ( За) | Зимин | Филягин | Против | Испорчу бюллетень | Не пойду на выборы/Иное | Затрудняюсь ответить |
| ------------------- | --------------- | ----------------- | ----- | ------- | ------ | ----------------- | ----------------------- | -------------------- |
|                     |                 |                   |       |         |        |                   |                         |                      |
| 16-17 сентября 2018 | ЦИПКР           | 48 %              | 29 %  | —       | —      | 3 %               | 12 %                    | 8 %                  |
| 16-17 сентября 2018 | ЦИПКР (прогноз) | 63 %              | 35 %  | —       | —      | 2 %               | —                       | —                    |
| 28-29 сентября 2018 | ЦИПКР           | 47 %              | —     | 17 %    | —      | 6 %               | 9 %                     | 22 %                 |
| 28-29 сентября 2018 | ЦИПКР (прогноз) | 71 %              | —     | 24 %    | —      | 5 %               | —                       | —                    |
| 18-20 октября 2018  | ЦИПКР           | 34 %              | —     | —       | 26 %   | —                 | 12 %                    | 27 %                 |
| 18-20 октября 2018  | ЦИПКР (прогноз) | 61 %              | —     | —       | 39 %   | —                 | —                       | —                    |
| 1-2 ноября 2018     | ЦИПКР           | 33 %              | —     | —       | 28 %   | —                 | 10 %                    | 26 %                 |
| 1-2 ноября 2018     | ЦИПКР (прогноз) | 55 %              | —     | —       | 45 %   | —                 | —                       | —                    |
| 8-9 ноября 2018     | ЦИПКР           | 40 %              | —     | —       | 20 %   | —                 | 6 %                     | 28 %                 |
| 8-9 ноября 2018     | ЦИПКР (прогноз) | 66 %              | —     | —       | 34 %   | —                 | —                       | —                    |

### Экзит-полл второго тура
| Источник      | За   | Против |
| ------------- | ---- | ------ |
| РОФПИ «Полис» | 63 % | 37 %   |

## Результаты
| Место                                                                                        | Место                                              | Кандидат                                           | Первый тур | Первый тур | Второй тур | Второй тур | Второй тур |
| Место                                                                                        | Место                                              | Кандидат                                           | Голосов    | %          | Голосов    | Голосов    | %          |
| -------------------------------------------------------------------------------------------- | -------------------------------------------------- | -------------------------------------------------- | ---------- | ---------- | ---------- | ---------- | ---------- |
|                                                                                              | 1.                                                 | Коновалов, Валентин Олегович                       | 71 553     | 44,81      | За         | 101 405    | 57,57      |
| Против                                                                                       | 1.                                                 | Коновалов, Валентин Олегович                       | 71 553     | 44,81      | 72 498     | 41,16      |            |
|                                                                                              | 2.                                                 | Зимин, Виктор Михайлович                           | 51 771     | 32,42      |            |            |            |
|                                                                                              | 3.                                                 | Филягин, Андрей Николаевич                         | 17 930     | 11,23      |            |            |            |
|                                                                                              | 4.                                                 | Мяхар, Александр Владимирович                      | 10 551     | 6,61       |            |            |            |
| Число недействительных бюллетеней                                                            | Число недействительных бюллетеней                  | Число недействительных бюллетеней                  | 7865       | 4,93       | 2234       | 2234       | 1,27       |
| Критерий                                                                                     | Критерий                                           | Критерий                                           | Первый тур | Первый тур | Второй тур | Второй тур | Второй тур |
| Критерий                                                                                     | Критерий                                           | Критерий                                           | Количество | %          | Количество | Количество | %          |
| Действительные и недействительные бюллетени                                                  |                                                    |                                                    |            |            |            |            |            |
| Число действительных бюллетеней                                                              | Число действительных бюллетеней                    | Число действительных бюллетеней                    | 151 805    | 95,07      | 173 903    | 173 903    | 98,73      |
| Число недействительных бюллетеней                                                            | Число недействительных бюллетеней                  | Число недействительных бюллетеней                  | 7865       | 4,93       | 2234       | 2234       | 1,27       |
| Принявшие участие в голосовании и число избирателей                                          |                                                    |                                                    |            |            |            |            |            |
| Число избирателей, принявших участие в голосовании                                           | Число избирателей, принявших участие в голосовании | Число избирателей, принявших участие в голосовании | 159 670    | 100,00     | 176 137    | 176 137    | 100,00     |
| Число включённых в список избирателей                                                        | Число включённых в список избирателей              | Число включённых в список избирателей              | 382 281    | 100,00     | 385 201    | 385 201    | 100,00     |
| Бюллетени                                                                                    |                                                    |                                                    |            |            |            |            |            |
| Число бюллетеней, выданных на участке                                                        | Число бюллетеней, выданных на участке              | Число бюллетеней, выданных на участке              | 150 772    | 94,18      | 167 668    | 167 668    | 95,18      |
| Число бюллетеней, выданных вне участка                                                       | Число бюллетеней, выданных вне участка             | Число бюллетеней, выданных вне участка             | 8867       | 5,54       | 8144       | 8144       | 4,62       |
| Число бюллетеней, выданных досрочно                                                          | Число бюллетеней, выданных досрочно                | Число бюллетеней, выданных досрочно                | 451        | 0,28       | 355        | 355        | 0,20       |
| Число выданных бюллетеней                                                                    | Число выданных бюллетеней                          | Число выданных бюллетеней                          | 160 090    | 100,00     | 176 167    | 176 167    | 100,00     |
| Принявшие участие в выборах (явка избирателей) и голосовании (% от общего числа избирателей) |                                                    |                                                    |            |            |            |            |            |
| Число избирателей, принявших участие в выборах                                               | Число избирателей, принявших участие в выборах     | Число избирателей, принявших участие в выборах     | 160 090    | 41,88      | 176 167    | 176 167    | 45,73      |
| Число избирателей, принявших участие в голосовании                                           | Число избирателей, принявших участие в голосовании | Число избирателей, принявших участие в голосовании | 159 670    | 41,77      | 176 137    | 176 137    | 45,73      |

| АТЕ                     | Явка (в %) | Валентин Коновалов | Валентин Коновалов | Виктор Зимин | Виктор Зимин | Андрей Филягин | Андрей Филягин | Александр Мяхар | Александр Мяхар | Недействительные бюллетени | Недействительные бюллетени |
| АТЕ                     | Явка (в %) | Голосов            | %                  | Голосов      | %            | Голосов        | %              | Голосов         | %               | Кол-во                     | %                          |
| ----------------------- | ---------- | ------------------ | ------------------ | ------------ | ------------ | -------------- | -------------- | --------------- | --------------- | -------------------------- | -------------------------- |
| Боградский район        | 44,85      | 2 673              | 56,73              | 1 324        | 28,10        | 273            | 5,79           | 162             | 3,44            | 280                        | 5,94                       |
| Ширинский район         | 63,10      | 2 879              | 23,11              | 8 262        | 66,32        | 550            | 4,42           | 313             | 2,51            | 453                        | 3,64                       |
| Орджоникидзевский район | 50,65      | 1 967              | 41,94              | 1 919        | 40,92        | 422            | 8,99           | 159             | 3,39            | 223                        | 4,76                       |
| Алтайский район         | 53,34      | 3 756              | 45,14              | 3 031        | 36,43        | 705            | 8,47           | 361             | 4,34            | 468                        | 5,62                       |
| Усть-Абаканский район   | 42,49      | 6 126              | 46,61              | 3 885        | 29,56        | 1 571          | 11,95          | 829             | 6,31            | 731                        | 5,57                       |
| Абакан                  | 36,55      | 20 835             | 43,98              | 11 877       | 25,07        | 7 186          | 15,17          | 4 993           | 10,54           | 2 481                      | 5,24                       |
| Черногорск              | 35,33      | 8 230              | 49,56              | 4 780        | 28,79        | 2 002          | 12,06          | 959             | 5,78            | 634                        | 3,80                       |
| Сорск                   | 41,73      | 1 217              | 38,46              | 1 293        | 40,87        | 324            | 10,24          | 123             | 3,89            | 207                        | 6,54                       |
| Бейский район           | 48,48      | 3 270              | 48,58              | 2 493        | 37,04        | 444            | 6,60           | 241             | 3,58            | 283                        | 4,20                       |
| Саяногорск              | 42,45      | 10 414             | 51,88              | 4 068        | 20,26        | 2 840          | 14,15          | 1 627           | 8,10            | 1 126                      | 5,61                       |
| Аскизский район         | 40,73      | 5 048              | 42,17              | 5 193        | 43,38        | 850            | 7,10           | 366             | 3,06            | 514                        | 4,29                       |
| Таштыпский район        | 51,83      | 2 362              | 44,44              | 2 135        | 40,14        | 380            | 7,14           | 218             | 4,10            | 222                        | 4,18                       |
| Абаза                   | 49,35      | 2 774              | 54,28              | 1 511        | 29,56        | 383            | 7,49           | 200             | 3,91            | 243                        | 4,76                       |
| Всего                   | 41,88      | 71 553             | 44,81              | 51 771       | 32,42        | 17 930         | 11,23          | 10 551          | 6,61            | 7 865                      | 4,93                       |

| АТЕ                     | Явка (в %) | За      | За    | Против  | Против | Недействительные бюллетени | Недействительные бюллетени |
| АТЕ                     | Явка (в %) | Голосов | %     | Голосов | %      | Кол-во                     | %                          |
| ----------------------- | ---------- | ------- | ----- | ------- | ------ | -------------------------- | -------------------------- |
| Боградский район        | 46,73      | 3 055   | 62,13 | 1 790   | 36,40  | 72                         | 1,46                       |
| Ширинский район         | 44,12      | 6 204   | 69,34 | 2 539   | 28,38  | 204                        | 2,28                       |
| Орджоникидзевский район | 49,40      | 2 771   | 60,71 | 1 734   | 37,99  | 59                         | 1,29                       |
| Алтайский район         | 53,75      | 4 718   | 56,07 | 3 595   | 42,72  | 102                        | 1,21                       |
| Усть-Абаканский район   | 43,67      | 7 719   | 56,85 | 5 745   | 42,31  | 113                        | 0,83                       |
| Абакан                  | 44,88      | 31 656  | 53,97 | 25 433  | 45,06  | 571                        | 0,97                       |
| Черногорск              | 46,01      | 12 260  | 54,55 | 9 970   | 44,36  | 245                        | 1,09                       |
| Сорск                   | 42,70      | 1 653   | 50,81 | 1 559   | 47,92  | 41                         | 1,27                       |
| Бейский район           | 44,97      | 3 844   | 62,04 | 2 291   | 36,98  | 61                         | 0,98                       |
| Саяногорск              | 48,53      | 15 050  | 65,33 | 7 485   | 32,49  | 501                        | 2,17                       |
| Аскизский район         | 40,69      | 6 249   | 52,66 | 5 467   | 46,07  | 151                        | 1,27                       |
| Таштыпский район        | 46,55      | 2 555   | 53,68 | 2 144   | 45,04  | 61                         | 1,28                       |
| Абаза                   | 51,96      | 3 671   | 67,11 | 1 746   | 31,92  | 53                         | 0,97                       |
| Всего                   | 45,73      | 101 405 | 57,57 | 72 498  | 41,16  | 2 234                      | 1,27                       |

## Попытка отмены регистрации кандидата от КПРФ
11 октября 2018 года председатель регионального избиркома Александр Чуманин заявил на заседании комиссии, что избирательная комиссия Хакасии обратится в Верховный суд Хакасии с просьбой отменить регистрацию на выборах главы республики кандидата от КПРФ Валентина Коновалова. В комиссию поступило представление прокуратуры, в котором говорится о том, что при подаче документов от коммуниста было, во-первых, некорректно указано наименование отделения партии: в документах оно названо «Коммунистическая партия Российской Федерации — Хакасское региональное отделение КПРФ», а в ЕГРЮЛ партии зарегистрирована как «Хакасское региональное отделение Коммунистической партии Российской Федерации». А во-вторых, по мнению прокуратуры, документы партийной конференции не были заверены руководителем регионального отделения (которым является сам Коновалов), а председательствующим секретарем, который вел партийную конференцию.
Действия республиканской избирательной комиссии вызвали критику, в том числе председателя ЦИК Эллы Памфилова, которая заявила, что «республиканская комиссия подала сама на себя в суд, чтобы фактически отменить предстоящее повторное голосование по выборам губернатора», и что может быть нанесен «непоправимый ущерб всему избирательному процессу в республике». По закону снять зарегистрированного кандидата можно в течение 10 дней, за исключением случаев, когда есть вновь открывшиеся обстоятельства. Валентин Коновалов подал встречный иск об обжаловании решения избирательной комиссии.
12 октября состоялось заседания Верховного суда Хакасии, на котором судья Валерий Соловьев отложил рассмотрение иска на 15 октября.
13 октября временно исполняющий обязанности главы Хакасии Михаил Развожаев, сообщил, что лично попросил избирательную комиссию республики отозвать иск из Верховного суда об отмене регистрации кандидата в губернаторы от КПРФ Валентина Коновалова.
15 октября избирательная комиссия Республики Хакасии приняла решение отозвать свой иск из Верховного суда об отмене регистрации. Так же Верховный суд Хакасии прекратил рассмотрение иска кандидата в главы Хакасии от Партии роста Александра Мяхара об отмене регистрации Валентина Коновалова на основании решения избирательной комиссии, признавшей один из роликов КПРФ нарушающим законодательство. 15 октября Александр Мяхар заявил об отзыве своего иска.